# Ivan Tverdovskij
Ivan Tverdovskij (ryska Иван Иванович Твердовский), född 29 december 1988 i Moskva, är en rysk filmregissör.
Hans film Zoology visades på Göteborg Film Festival 2017 och filmen Conference hade nordisk premiär på Göteborg Film Festival 2021.

## Filmografi
- 2014 - Corrections Class (Класс коррекции)
- 2016 - Zoology (Зоология)
- 2018 - Jumpman (Подбросы)
- 2020 - Conference (Конференция)